# Rowena Webster
Rowena "Rowie" Webster, född 27 december 1987 i Melbourne, är en australisk vattenpolospelare. Hon deltog i den olympiska vattenpoloturneringen i London där Australien tog brons.
Webster tog VM-silver i samband med världsmästerskapen i simsport 2013 i Barcelona.